# Tasta micaceata
Tasta micaceata är en fjärilsart som beskrevs av Walker 1862. Tasta micaceata ingår i släktet Tasta och familjen mätare. Inga underarter finns listade i Catalogue of Life.